# Коппер-Бокс
Коппер-Бокс (англ. Copper Box Arena) — многофункциональный спортивный комплекс в Лондоне, построенный к летним Олимпийским играм 2012 года. Изначально получил название Гандбол-Арена (англ. Handball Arena), но был переименован, так как кроме матчей гандбольного турнира там проводились соревнования по современному пятиборью (фехтование) и паралимпийский турнир по голболу.

## История

### Проектирование и строительство
Изначально предлагалось построить четыре крытые арены в Олимпийском парке, но пересмотренный генеральный план, который был утверждён в 2006 году, сократил число до трёх. Это связано с тем, что волейбольный турнир был перенесён в выставочный центр «Эрлс Корт», а фехтование — в «ExCeL London». Строительство объекта было завершено в срок в начале 2011 года и было проведено в рамках бюджета. Конструкция включает световые колодцы и дождевые коллекторы, которые позволяют снизить потребление электроэнергии и воды на 40 %. В преддверии Олимпийских игр на арене были проведены тестовые соревнования.
В январе 2012 года арена получила своё нынешнее название — «Коппер-Бокс», тем самым отражая форму сооружения и факт того, что там будут проводиться не только гандбольные матчи.

### Олимпийские игры 2012
«Коппер-Бокс» был оборудован 7000 сидячими местами. Арена использовалась для матчей группового этапа гандбольного турнира, соревнований по фехтованию в рамках современного пятиборья, а также для паралимпийских соревнований по голболу.

### Использование после Олимпиады
Объект стал многофункциональным спорткомплексом для проведения соревнований различных уровней и тренировок.
Летом 2013 года арена «Коппер-Бокс» стала домашней для клуба Британской баскетбольной лиги «Лондон Лайонс».
Арена являлась местом проведения этапа мировой серии Гран-при по бадминтону, суперфинала Нетбольной суперлиги и соревнований по регби на колясках. Периодически здесь играет старейший британский гандбольный клуб «Лондон Грейт Дейн».
В сентябре 2015 года на арене прошёл крупный киберспортивный турнир по Counter-Strike: Global Offensive и Super Smash Bros. Melee.